# Litinium aequale
Litinium aequale är en rundmaskart som beskrevs av Nathan Augustus Cobb 1920. Litinium aequale ingår i släktet Litinium och familjen Oxystominidae. Inga underarter finns listade i Catalogue of Life.